# 28600 Georgelucas
28600 Georgelucas este un asteroid din centura principală de asteroizi.

## Descriere
28600 Georgelucas este un asteroid din centura principală de asteroizi. A fost descoperit pe 2 martie 2000 în cadrul proiectului CSS. Asteroidul prezintă o orbită caracterizată de o semiaxă mare de 2,35 ua, o excentricitate de 0,13 și o înclinație de 7,5° în raport cu ecliptica.